# Премия Европейской киноакадемии 2017
30-я церемония вручения премии Европейской киноакадемии состоялась 9 декабря 2017 года, в столице Германии Берлине.

## Лауреаты и номинанты Премии Европейской киноакадемии 2016

### Лучший фильм
| Название на русском   | Оригинальное название     | Режиссёр         | Страна                        |
| --------------------- | ------------------------- | ---------------- | ----------------------------- |
| Квадрат               | The Square                | Рубен Эстлунд    | Швеция Германия Франция Дания |
| 120 ударов в минуту   | 120 battements par minute | Робен Кампийо    | Франция                       |
| Нелюбовь              | Нелюбовь                  | Андрей Звягинцев | Россия                        |
| О теле и душе         | Testről és Lélekről       | Ильдико Эньеди   | Венгрия                       |
| По ту сторону надежды | Toivon tuolla puolen      | Аки Каурисмяки   | Финляндия Германия            |

### Лучший режиссёр
| Режиссёр         | Русское название          | Оригинальное название        |
| ---------------- | ------------------------- | ---------------------------- |
| Рубен Эстлунд    | Квадрат                   | The Square                   |
| Андрей Звягинцев | Нелюбовь                  | Нелюбовь                     |
| Аки Каурисмяки   | По ту сторону надежды     | Toivon tuolla puolen         |
| Йоргос Лантимос  | Убийство священного оленя | The Killing of a Sacred Deer |
| Ильдико Эньеди   | О теле и душе             | Testről és Lélekről          |

### Лучший сценарий
| Сценарист                        | Русское название          | Оригинальное название        |
| -------------------------------- | ------------------------- | ---------------------------- |
| Рубен Эстлунд                    | Квадрат                   | The Square                   |
| Андрей Звягинцев, Олег Негин     | Нелюбовь                  | Нелюбовь                     |
| Йоргос Лантимос, Эфтимис Филиппу | Убийство священного оленя | The Killing of a Sacred Deer |
| Франсуа Озон                     | Франц                     | Frantz                       |
| Ильдико Эньеди                   | О теле и душе             | Testről és Lélekről          |

### Лучший европейский актёр
| Актёр                 | Русское название          | Оригинальное название            |
| --------------------- | ------------------------- | -------------------------------- |
| Клас Банг             | Квадрат                   | The Square                       |
| Науэль Перес Бискаярт | 120 ударов в минуту       | 120 battements par minute        |
| Жан-Луи Трентиньян    | Хэппи-энд                 | Happy End                        |
| Колин Фаррелл         | Убийство священного оленя | The Killing of a Sacred Deer     |
| Йозеф Хадер           | Стефан Цвейг              | Stefan Zweig: Farewell to Europe |

### Лучшая европейская актриса
| Актриса           | Русское название | Оригинальное название    |
| ----------------- | ---------------- | ------------------------ |
| Александра Борбей | О теле и душе    | Testről és Lélekről      |
| Жюльет Бинош      | Впусти солнце    | Un Beau Soleil Interieur |
| Паула Бир         | Франц            | Frantz                   |
| Флоренс Пью       | Леди Макбет      | Lady Macbeth             |
| Изабель Юппер     | Хэппи-энд        | Happy End                |

### Лучшая комедия
| Русское название              | Оригинальное название        | Режиссёр                             | Страна                        |
| ----------------------------- | ---------------------------- | ------------------------------------ | ----------------------------- |
| Квадрат                       | The Square                   | Рубен Эстлунд                        | Швеция Германия Франция Дания |
| Винсент                       | Vincent                      | Кристоф Ван Ромпай                   | Франция Бельгия               |
| Добро пожаловать к Хартманнам | Willkommen bei den Hartmanns | Симон Ферхоэвен                      | Германия                      |
| Король бельгийцев             | King of the Belgians         | Петер Бросенс, Джессика Хоуп Вудворт | Бельгия Нидерланды Болгария   |

### Приз зрительских симпатий
| Русское название                       | Оригинальное название                   | Режиссёр            | Страна                              |
| -------------------------------------- | --------------------------------------- | ------------------- | ----------------------------------- |
| Стефан Цвейг                           | Stefan Zweig: Farewell to Europe        | Мария Шрадер        | Германия Австрия Франция            |
| Бриджит Джонс 3                        | Bridget Jones’s Baby                    | Шэрон Магуайр       | Ирландия Великобритания Франция США |
| Выпускной                              | Bacalaureat                             | Кристиан Мунджиу    | Румыния Франция Бельгия             |
| Голос монстра                          | A Monster Calls                         | Хуан Антонио Байона | Испания                             |
| Как чокнутые                           | La pazza gioia                          | Паоло Вирдзи        | Италия Франция                      |
| Коммуна                                | Kollektivet                             | Томас Винтерберг    | Дания Швеция Нидерланды             |
| По ту сторону надежды                  | Toivon tuolla puolen                    | Аки Каурисмяки      | Финляндия Германия                  |
| Фантастические твари и где они обитают | Fantastic Beasts and Where to Find Them | Дэвид Йейтс         | Великобритания США                  |
| Франц                                  | Frantz                                  | Франсуа Озон        | Франция Германия                    |

### Открытие года (Приз ФИПРЕССИ)
| Русское название | Оригинальное название | Режиссёр         | Страна                 |
| ---------------- | --------------------- | ---------------- | ---------------------- |
| Леди Макбет      | Lady Macbeth          | Уильям Олдройд   | Великобритания         |
| Die Einsiedler   | Die Einsiedler        | Рони Трокер      | Германия Австрия       |
| Безбожники       | Bezbog                | Ралица Петрова   | Болгария Дания Франция |
| Лето 1993-го     | Estiu 1993            | Карла Симон Пипо | Испания                |
| Мелкий фермер    | Petit paysan          | Юберт Шаруэл     | Франция                |

### Лучший анимационный фильм
| Русское название            | Оригинальное название | Режиссёр                     | Страна                |
| --------------------------- | --------------------- | ---------------------------- | --------------------- |
| Ван Гог. С любовью, Винсент | Loving Vincent        | Дорота Кобела, Хью Уэлшман   | Польша Великобритания |
| Зомбиллениум                | Zombillénium          | Артур де Пинс, Алексис Дюкор | Франция Бельгия       |
| Луиза зимой                 | Louise en hiver       | Жан-Франсуа Лагиони          | Франция Канада        |
| Этель и Эрнест              | Ethel & Ernest        | Роджер Мейнвуд               | Великобритания        |

### Лучший документальный фильм
| Русское название     | Оригинальное название | Режиссёр         | Страна               |
| -------------------- | --------------------- | ---------------- | -------------------- |
| Общение              | Komunia               | Анна Замеска     | Польша               |
| The Good Postman     | Hyvä postimies        | Тонислав Христов | Финляндия Болгария   |
| Stranger in Paradise | Stranger in Paradise  | Гуидо Хендрикс   | Нидерланды           |
| Аустерлиц            | Austerlitz            | Сергей Лохзница  | Германия             |
| Ла Чана              | La Chana              | Луция Стоевич    | Испания Исландия США |

### Лучший операторская работа
| Русское название | Оригинальное название | Победитель/-и  | Страна |
| ---------------- | --------------------- | -------------- | ------ |
| Нелюбовь         | Нелюбовь              | Михаил Кричман | Россия |

### Лучший монтаж
| Русское название    | Оригинальное название     | Победитель/-и | Страна  |
| ------------------- | ------------------------- | ------------- | ------- |
| 120 ударов в минуту | 120 battements par minute | Робен Кампийо | Франция |

### Лучший художник-постановщик
| Русское название | Оригинальное название | Победитель/-и  | Страна |
| ---------------- | --------------------- | -------------- | ------ |
| Квадрат          | The Square            | Йозефин Асберг | Швеция |

### Лучший художник по костюмам
| Русское название | Оригинальное название | Победитель/-и      | Страна |
| ---------------- | --------------------- | ------------------ | ------ |
| След зверя       | Pokot                 | Катаржина Левинска | Польша |

### Лучший композитор
| Русское название | Оригинальное название | Победитель/-и     | Страна |
| ---------------- | --------------------- | ----------------- | ------ |
| Нелюбовь         | Нелюбовь              | Евгений Гальперин | Россия |

### Лучший звукорежиссёр
| Русское название | Оригинальное название | Победитель/-и | Страна  |
| ---------------- | --------------------- | ------------- | ------- |
| Голос монстра    | A Monster Calls       | Ориол Тарраго | Испания |

### European Co-Production Award—Prix Eurimages
| Обладатель    | Профессия | Страна   |
| ------------- | --------- | -------- |
| Цедомир Колар | Продюсер  | Хорватия |

### Европейский достижения в мировом кинематографе
| Обладатель  | Профессия                  | Страна  |
| ----------- | -------------------------- | ------- |
| Жюли Дельпи | Актёр, сценарист, режиссёр | Франция |

### Премия за жизненные достижения
| Обладатель        | Профессия           | Страна |
| ----------------- | ------------------- | ------ |
| Александр Сокуров | Режиссёр, сценарист | Россия |